# Lucie Vellère
Lucie Vellère   (Brussel·les, 23 de desembre de 1896 - Brussel·les, 12 d'octubre de 1966) va ser una compositora belga.

## Biografia
Lucie Vellère va néixer a Brussel·les el 1896. Va començar a estudiar solfeig i piano amb el seu pare quan tenia només 6 anys. Un temps més tard va estudiar violí amb Emile Chaumont, harmonia amb Paul Miry i composició amb Joseph Jongen. Era farmacèutica de professió i va dur a terme la seva carrera musical al marge de les institucions oficials.

## Obra
Lucie Vellère va compondre centenars d'obres per a orquestra (amb solistes i sense), per a grups de cambra, peces per a cant i piano, cant i instruments, composicions per a cor i cançons per a nens. Vellère no va pertànyer a cap escola, ja que preferia tenir la llibertat de compondre utilitzant diferents formes i llenguatges i per a grups instrumentals diversos, sense centrar-se en un únic corrent estètic. Així doncs, té un estil particular que es podria qualificar de tradicional. Malgrat tot, en la seva obra es poden percebre influències de l'impressionisme. El seu llenguatge sol ser modal, tot i que utilitza passatges atonals, i, segons Patricia Adkins Chiti, "porta l'empremta d'una personalitat càlida i sensible, sense concessions a l'avantguarda".

### Llista selectiva d'obres

#### Peces orquestrals
- Nuits, suite, 1946
- Petite symphonie, 1956
- Fantasie en 3 mouvements, 1958
- La route ascendante, 1962
- Epitaphe pour un ami, 1964

#### Música de cambra
- Chanson nocturne, 1920
- Quartet per a cordes n. 3, 1951
- Sonata per a violí, 1952
- Bagatelles, 1960
- Preludi per a oboè, clarinet, trompa i fagot, 1961
- Sonata per a violí i viola, 1961
- Quartet per a cordes n. 4, 1962
- Quartet per a quatre clarinets, 1963
- Quartet per a flauta, oboè, clarinet i fagot, 1964

#### Obres per a piano sol
- Deux danses, 1930
- Promenade au bord du lac, 1949
- Préludes pour la jeunesse, 1950
- 2 sonatinas, 1960 - 1965

#### Cançons
- Harmonie lunaire, 1917
- La ronde, 1917
- Toi et moi, 1921
- O blanche fleur des airs, 1934 - Croquis, 1948
- Les cloches, 1949
- Egarement, 1952
- Les chants de l'ombre, 1964[1]

## Premis
El 1935 Lucie Vellère va guanyar un primer premi al concurs del Comité National de Propagande de la Musique Belge. El 1957 va guanyar el premi Brabant i el primer premi al concurs del National Council of Women of the USA per la seva obra Air de Syrinx (per a cor sense acompanyament).